# Metazygia manu
Metazygia manu là một loài nhện trong họ Araneidae.
Loài này thuộc chi Metazygia. Metazygia manu được Herbert Walter Levi miêu tả năm 1995.